# Ариэль, Ури
Ури Ариэль (ивр. אורי אריאל‎) — израильский политик, Министр строительства Израиля, депутат кнессета от фракции Еврейский дом.

## Биография
Ури Ариэль родился 22 декабря 1952 года в религиозном кибуце Тират-Цви в долине Бейт-Шеан недалеко от озера Кинерет и реки Иордан. Его отец Йицхак Ариэль был одним из основателей кибуца. Мать Наоми пережила Холокост.
Участвовал в боях Войны Судного дня (1973) на севере Синая. Из ЦАХАЛа демобилизовался в звании майора в должности командира мотострелковой роты. В 1975 году стал основателем поселения Мишор-Адумим. Занимал ряд административных должностей в поселенческом движении; в 1990—1996 годах являлся генеральным секретарем Совета поселений Иудеи, Самарии.
В 1997 году возглавил местный совет Бейт-Эль.
В 1999 баллотировался в кнессет от блока Ихуд леуми, находясь под седьмым номером в избирательном списке. Партия завоевала на выборах всего четыре места, но после выбытия ряда депутатов в 2001 Ариэль занял депутатское место и затем был переизбран в 2003, 2006, 2009, 2013 и 2015 годах. Протестовал против того, что канцлер Германии Ангела Меркель произнесла в кнессете речь по-немецки, назвав её «матерью амалекитян», то есть извечных врагов еврейского народа.
С 2013 года является Министром строительства Израиля. Количество жилья, построенного Министерством строительства во всех районах Израиля, значительно возросло по сравнению с предыдущими годами и достигло 50 000 квартир в 2014 году.
С 2015 года — министр сельского хозяйства Израиля.
У Ури Ариэля и его жены Хагит шестеро детей.